# سلطانمرادوو
سلطانمرادوو (به لاتین: Sultanmuratovo) یک منطقهٔ مسکونی در روسیه است که در باشقیرستان واقع شده‌است.